# Chanteau
Chanteau é uma comuna francesa na região administrativa do Centro, no departamento Loiret. Estende-se por uma área de 29,21 km². Em 2010 a comuna tinha 1 529 habitantes (densidade: 52,3 hab./km²).